# Robert Duvall
Robert Selden Duvall (San Diego, 1931. január 5. –) Oscar-díjas, valamint többszörös Emmy- és Golden Globe-díjas amerikai színész, filmrendező, forgatókönyvíró és producer.

## Fiatalkora
Francia és angol származású szülőktől született; apja katonatiszt volt, aki később elérte az admirálisi rangot is. Az illinois-i Principia College-ben drámát tanult, majd két évet szolgált a hadseregben is. 1955-től a New York-i The Neighborhood Playhouse-ban színésznek tanult; itt ismerkedett meg Gene Hackmannel és Dustin Hoffmannel  is, akivel sok ideig bérelt közös lakást.

## Pályafutása
Első filmszerepét a Ne bántsátok a feketerigót! című könyvadaptációben kapta; a lelkileg leépült Boo Radleyt kellett eljátszania. Ez meghozta számára a hírnevet és színházi színészként játszott olyan híres darabokban, mint például Arthur Miller Pillantás a hídról című műve.
1969-ben dolgozott először együtt Francis Ford Coppolával; Az esőemberek című filmjében kapott szerepet, majd 1972-ben és 1974-ben A Keresztapa című filmeposz első két részében a Don ír származású fogadott fiát, Tom Hagen consiglierét alakította. Ezért a játékáért a legjobb férfi mellékszereplőnek járó Oscar-díjra is jelölték. Duvall egy sor újabb fontos mellékszerepet is kapott olyan filmekben, mint a Hálózat (1976) vagy A hétszázalékos megoldás (1976). A Keresztapa után az 1979-es Apokalipszis most című háborús filmdrámájában Coppola ismét szerepeltette Duvallt, amiért újabb mellékszereplői Oscar-jelölést kapott. Ezek után 1979-től átnyergelt a főszerepekre; a legjobb férfi főszereplőnek jelölték A nagy Santiniben nyújtott alakításáért. A díjat végül az 1983-as Az Úr kegyelméből főszerepével meg is kapta.
A Keresztapa harmadik részében a várakozásokkal ellentétben nem tűnt fel, mivel nem tudott megegyezni a gázsijáról a stúdióval. Ennek ellenére Duvall nem pihent; 1992-ben a Sztálin című amerikai-magyar koprodukcióban a címszerepet játszotta. 1997-ben Az apostol, 1998-ban pedig a Zavaros vizeken újabb Oscar-jelöléseket hozott számára, de egyiket sem sikerült újra aranyszoborra váltania. 2002-ben a Bérgyilkos tangó című filmet ő maga írta és rendezte.

## Filmográfia

### Film

#### Rendező, író és producer
| Év   | Magyar cím            | Eredeti cím           | Feladatkör | Feladatkör | Feladatkör | Megjegyzések   |
| Év   | Magyar cím            | Eredeti cím           | Rendező    | Író        | Producer   | Megjegyzések   |
| ---- | --------------------- | --------------------- | ---------- | ---------- | ---------- | -------------- |
| 1977 |                       | We're Not the Jet Set | Igen       | Nem        | Vezető     | dokumentumfilm |
| 1983 | Az Úr kegyelméből     | Tender Mercies        | Nem        | Nem        | Koproducer |                |
| 1983 |                       | Angelo My Love        | Igen       | Igen       | Igen       |                |
| 1996 | Testvérek között      | A Family Thing        | Nem        | Nem        | Igen       |                |
| 1997 |                       | The Apostle           | Igen       | Igen       | Vezető     |                |
| 2000 | A győzelem kapujában  | A Shot at Glory       | Nem        | Nem        | Igen       |                |
| 2002 | Bérgyilkos tangó      | Assassination Tango   | Igen       | Igen       | Igen       |                |
| 2004 |                       | Portrait of Billy Joe | Nem        | Nem        | Igen       | dokumentumfilm |
| 2009 | Őrült szív            | Crazy Heart           | Nem        | Nem        | Igen       |                |
| 2009 | A temetésem szervezem | Get Low               | Nem        | Nem        | Igen       |                |
| 2013 |                       | A Night in Old Mexico | Nem        | Nem        | Igen       |                |
| 2015 | Wild Horses           | Wild Horses           | Igen       | Igen       | Igen       |                |

#### Színész
| Év   | Magyar cím                     | Eredeti cím                          | Szerep                         | Magyar hang     |
| ---- | ------------------------------ | ------------------------------------ | ------------------------------ | --------------- |
| 1962 | Ne bántsátok a feketerigót!    | To Kill a Mockingbird                | Boo Radley                     |                 |
| 1963 |                                | Captain Newman, M.D.                 | Paul Cabot Winston százados    |                 |
| 1965 |                                | Nightmare in the Sun                 | motoros                        |                 |
| 1966 | Üldözők                        | The Chase                            | Edwin Stewart                  | Ujréti László   |
| 1967 | Visszaszámlálás                | Countdown                            | Chiz                           |                 |
| 1968 | A detektív                     | The Detective                        | Nestor                         | Németh Gábor    |
| 1968 | San Franciscó-i zsaru          | Bullitt                              | Weissberg                      | Vogt Károly     |
| 1968 | San Franciscó-i zsaru          | Bullitt                              | Weissberg                      | Rosta Sándor    |
| 1969 | A félszemű seriff              | True Grit                            | Ned Pepper                     | Fülöp Zsigmond  |
| 1969 | A félszemű seriff              | True Grit                            | Ned Pepper                     | Kiss Gábor      |
| 1969 | Az esőemberek                  | The Rain People                      | Gordon                         |                 |
| 1970 | MASH                           | M*A*S*H                              | Frank Burns                    | Harmath Imre    |
| 1970 | A forradalmár                  | The Revolutionary                    | Despard                        |                 |
| 1971 |                                | THX 1138                             | THX                            |                 |
| 1971 | A törvény nevében              | Lawman                               | Vernon Adams                   |                 |
| 1972 | A Keresztapa                   | The Godfather                        | Tom Hagen                      | Dózsa László    |
| 1972 | A Keresztapa                   | The Godfather                        | Tom Hagen                      | Helyey László   |
| 1972 | Banditák a jenkik földjén      | The Great Northfield, Minnesota Raid | Jesse James                    | Kőszegi Ákos    |
| 1972 |                                | Tomorrow                             | Jackson Fentry                 |                 |
| 1972 | Joe Kidd                       | Joe Kidd                             | Frank Harlan                   | Reviczky Gábor  |
| 1973 | A társaság                     | The Outfit                           | Earl Macklin                   |                 |
| 1973 | Szolgálaton kívül              | Badge 373                            | Eddie Ryan                     | Szersén Gyula   |
| 1973 | Gyémánt Lady                   | Lady Ice                             | Ford Pierce                    | Szabó Ottó      |
| 1974 | Magánbeszélgetés               | The Conversation                     | Az igazgató                    | Pathó István    |
| 1974 | A Keresztapa II.               | The Godfather Part II                | Tom Hagen                      | Dózsa László    |
| 1974 | A Keresztapa II.               | The Godfather Part II                | Tom Hagen                      | Helyey László   |
| 1975 | A gyilkosok krémje             | The Killer Elite                     | George Hansen                  | Koroknay Géza   |
| 1975 | A gyilkosok krémje             | The Killer Elite                     | George Hansen                  | Barbinek Péter  |
| 1975 | Szöktetés                      | Breakout                             | Jay Wagner                     | Mécs Károly     |
| 1975 | Szöktetés                      | Breakout                             | Jay Wagner                     | Andorai Péter   |
| 1975 | Szöktetés                      | Breakout                             | Jay Wagner                     | Tarján Péter    |
| 1976 | A sas leszállt                 | The Eagle Has Landed                 | Radl ezredes                   | Mécs Károly     |
| 1976 | A sas leszállt                 | The Eagle Has Landed                 | Radl ezredes                   | Perlaki István  |
| 1976 | A hétszázalékos megoldás       | The Seven-Per-Cent Solution          | Dr. John H. Watson             | Máté Gábor      |
| 1976 | Hálózat                        | Network                              | Frank Hackett                  | Pathó István    |
| 1976 | Hálózat                        | Network                              | Frank Hackett                  | Végvári Tamás   |
| 1976 | Hálózat                        | Network                              | Frank Hackett                  | Balázsi Gyula   |
| 1977 | A legnagyobb ököl              | The Greatest                         | Bill McDonald                  |                 |
| 1978 | A testrablók támadása          | Invasion of the Body Snatchers       | hintázó pap                    |                 |
| 1978 | A Betsy                        | The Betsy                            | Loren Hardeman III             |                 |
| 1979 | Apokalipszis most              | Apocalypse Now                       | Bill Kilgore alezredes         | Bubik István    |
| 1979 | Apokalipszis most              | Apocalypse Now                       | Bill Kilgore alezredes         | Szersén Gyula   |
| 1979 | A nagy Santini                 | The Great Santini                    | Bull Meechum                   | Barbinek Péter  |
| 1981 | Gyónás gyilkosságok után       | True Confessions                     | Tom Spellacy nyomozó           | Szilágyi Tibor  |
| 1981 | Gyónás gyilkosságok után       | True Confessions                     | Tom Spellacy nyomozó           | Barbinek Péter  |
| 1981 | D. B. Cooper üldözése          | The Pursuit of D.B. Cooper           | Gruen                          | Ujréti László   |
| 1981 | D. B. Cooper üldözése          | The Pursuit of D.B. Cooper           | Gruen                          | Dörner György   |
| 1983 | Az Úr kegyelméből              | Tender Mercies                       | Mac Sledge                     | Galkó Balázs    |
| 1984 |                                | The Stone Boy                        | Joe Hillerman                  |                 |
| 1984 | Őstehetség                     | The Natural                          | Max Mercy                      | Blaskó Péter    |
| 1985 |                                | The Lightship                        | Calvin Caspary                 |                 |
| 1986 | Magánháború                    | Let's Get Harry                      | Norman Shrike                  | Gáti Oszkár     |
| 1986 |                                | Belizaire the Cajun                  | prédikátor                     |                 |
| 1987 |                                | Hotel Colonial                       | Roberto Carrasco               |                 |
| 1988 | Színek                         | Colors                               | Bob Hodges                     | Blaskó Péter    |
| 1990 | A terror csapdájában           | A Show of Force                      | Howard                         | Versényi László |
| 1990 | Mint a villám                  | Days of Thunder                      | Harry Hogge                    | Gruber Hugó     |
| 1990 | A szolgálólány meséje          | The Handmaid's Tale                  | parancsnok                     | Szersén Gyula   |
| 1991 | Rózsa és tövis                 | Rambling Rose                        | Hillyer papa                   | Kristóf Tibor   |
| 1991 | Fegyencek                      | Convicts                             | Soll Gautier                   | Kun Vilmos      |
| 1991 | Fegyencek                      | Convicts                             | Soll Gautier                   | Uri István      |
| 1992 | Rikkancsok                     | Newsies                              | Pulitzer József                | Fülöp Zsigmond  |
| 1992 | A pestis                       | La peste                             | Joseph Grand                   | Kun Vilmos      |
| 1993 | Összeomlás                     | Falling Down                         | Martin Prendergast nyomozó     | Beregi Péter    |
| 1993 | Hemingway és én                | Wrestling Ernest Hemingway           | Walter                         | Makay Sándor    |
| 1993 | Geronimo – Az amerikai legenda | Geronimo: An American Legend         | Al Sieber                      | Barbinek Péter  |
| 1994 | Lapzárta                       | The Paper                            | Bernie White                   | Szersén Gyula   |
| 1995 | Szóbeszéd                      | Something to Talk About              | Wyly King                      | Barbinek Péter  |
| 1995 | Henrietta csillaga             | The Stars Fell on Henrietta          | Mr. Cox                        | Bács Ferenc     |
| 1995 | A skarlát betű                 | The Scarlet Letter                   | Roger Chillingworth            | Blaskó Péter    |
| 1996 | Pengeélen                      | Sling Blade                          | Karl apja                      | Vizy György     |
| 1996 | Testvérek között               | A Family Thing                       | Earl Pilcher Jr.               |                 |
| 1996 | A csodabogár                   | Phenomenon                           | Brunder doki                   | Bács Ferenc     |
| 1997 |                                | The Apostle                          | E. F. apostol                  |                 |
| 1998 | Démoni csapda                  | The Gingerbread Man                  | Dixon Doss                     | Kristóf Tibor   |
| 1998 | Démoni csapda                  | The Gingerbread Man                  | Dixon Doss                     | Tolnai Miklós   |
| 1998 | Zavaros vizeken                | A Civil Action                       | Jerome Facher                  | Tolnai Miklós   |
| 1998 | Deep Impact                    | Deep Impact                          | Spurgeon 'Hal' Tanner százados | Helyey László   |
| 2000 | Tolvajtempó                    | Gone in 60 Seconds                   | Otto Halliwell                 | Bács Ferenc     |
| 2000 | A hatodik napon                | The 6th Day                          | Dr. Griffin Weir               | Versényi László |
| 2000 | A győzelem kapujában           | A Shot at Glory                      | Gordon McLeod                  |                 |
| 2002 | John Q – Végszükség            | John Q.                              | Frank Grimes hadnagy           | Szersén Gyula   |
| 2002 | Bérgyilkos tangó               | Assassination Tango                  | John J.                        | Fülöp Zsigmond  |
| 2003 | Istenek és katonák             | Gods and Generals                    | Robert E. Lee tábornok         | Makay Sándor    |
| 2003 | Leharcolt oroszlánok           | Secondhand Lions                     | Hub                            | Tordy Géza      |
| 2003 | Fegyvertársak                  | Open Range                           | Spearman főnök                 | Láng József     |
| 2003 | Fegyvertársak                  | Open Range                           | Spearman főnök                 | Barbinek Péter  |
| 2005 | Papák a partvonalon            | Kicking & Screaming                  | Buck Weston                    | Szersén Gyula   |
| 2005 | Köszönjük, hogy rágyújtott!    | Thank You for Smoking                | Doak Boykin, "Kapitány"        | Szersén Gyula   |
| 2007 | Szerencse dolga                | Lucky You                            | L. C. Cheever                  | Szersén Gyula   |
| 2007 | Az éjszaka urai                | We Own the Night                     | Burt Grusinsky rendőr          | Szersén Gyula   |
| 2008 | Négy karácsony                 | Four Christmases                     | Howard                         | Helyey László   |
| 2009 | Őrült szív                     | Crazy Heart                          | Wayne                          | Harsányi Gábor  |
| 2009 | Az út                          | The Road                             | Az öreg                        | Szersén Gyula   |
| 2009 | A temetésem szervezem          | Get Low                              | Felix Bush                     | Szersén Gyula   |
| 2011 |                                | Seven Days in Utopia                 | Johnny Crawford                |                 |
| 2012 | Jayne Mansfield kocsija        | Jayne Mansfield's Car                | Jim Caldwell                   | Szersén Gyula   |
| 2012 | Jack Reacher                   | Jack Reacher                         | Cash                           | Szersén Gyula   |
| 2013 |                                | A Night in Old Mexico                | Red                            |                 |
| 2014 | A bíró                         | The Judge                            | Joseph Palmer                  | Fodor Tamás     |
| 2015 | Wild Horses                    | Wild Horses                          | Scott Briggs                   | Szersén Gyula   |
| 2016 | Késik a szüret                 | In Dubious Battle                    | Bolton                         | Szersén Gyula   |
| 2018 | Nyughatatlan özvegyek          | Widows                               | Tom Mulligan                   | Fodor Tamás     |
| 2021 | A győztes lelenc csapat        | 12 Mighty Orphans                    | Mason Hawk                     |                 |
| 2022 | Mindent egy lapra              | Hustle                               | Rex Merrick                    | Barbinek Péter  |
| 2022 | Halványkék szemek              | The Pale Blue Eye                    | Jean-Pepe                      | Barbinek Péter  |

### Televízió

#### Tévéfilm
| Év   | Magyar cím                              | Eredeti cím                   | Szerep                 | Magyar hang  |
| ---- | --------------------------------------- | ----------------------------- | ---------------------- | ------------ |
| 1966 |                                         | Fame Is the Name of the Game  | Eddie Franchot         |              |
| 1968 |                                         | Flesh and Blood               | Howard                 |              |
| 1979 |                                         | Ike: The War Years            | Dwight D. Eisenhower   |              |
| 1983 | A remény maratonja: Terry Fox története | The Terry Fox Story           | Bill Vigars            |              |
| 1992 | Sztálin                                 | Stalin                        | Joszif Sztálin         | Ujlaki Dénes |
| 1996 | Az ember, aki elfogta Eichmannt         | The Man Who Captured Eichmann | Adolf Eichmann         | Bács Ferenc  |
| 2012 | Hemingway és Gellhorn                   | Hemingway & Gellhorn          | orosz tábornok (cameo) | Szélyes Imre |

#### Sorozat
| Év        | Magyar cím                     | Eredeti cím                            | Szerep                                  | Megjegyzések                                                                |
| --------- | ------------------------------ | -------------------------------------- | --------------------------------------- | --------------------------------------------------------------------------- |
| 1959–1960 |                                | Armstrong Circle Theatre               | Berks / Tony Newman                     | 2 epizód                                                                    |
| 1961      |                                | Shannon                                | Joey Nolan                              | 1 epizód                                                                    |
| 1961      |                                | Cain's Hundred                         | Tom Nugent                              | 1 epizód                                                                    |
| 1961      |                                | Route 66                               | Roman / Arnie / Lee Winters             | 3 epizód                                                                    |
| 1961–1962 |                                | Naked City                             | több szereplő                           | 4 epizód                                                                    |
| 1961–1965 |                                | The Defenders                          | Al Rogart / Luke Jackson / Bill Andrews | 3 epizód                                                                    |
| 1962      | Alfred Hitchcock bemutatja     | Alfred Hitchcock Presents              | Bart Conway                             | 1 epizód                                                                    |
| 1963      |                                | The Untouchables                       | Eddie Moon                              | 1 epizód                                                                    |
| 1963      | Alkonyzóna                     | The Twilight Zone                      | Charley Parkes                          | 1 epizód                                                                    |
| 1963      |                                | The Virginian                          | Johnny Grimes                           | 1 epizód                                                                    |
| 1963      |                                | Stoney Burke                           | Joby Pierce                             | 1 epizód                                                                    |
| 1963      |                                | Arrest and Trial                       | Morton Ware                             | 1 epizód                                                                    |
| 1963–1965 |                                | The Fugitive                           | Eric Christian / Leslie Sessions        | 3 epizód                                                                    |
| 1964      |                                | Kraft Suspense Theatre                 | Harvey Farnsworth                       | 1 epizód                                                                    |
| 1964      | Végtelen határok               | The Outer Limits                       | Louis Mace / Adam Ballard               | 3 epizód                                                                    |
| 1965      |                                | Voyage to the Bottom of the Sea        | Zar                                     | 1 epizód                                                                    |
| 1965–1967 |                                | Combat!                                | Karl / Peter Halsman / Michel           | 3 epizód                                                                    |
| 1965–1969 |                                | The F.B.I.                             | több szereplő                           | 5 epizód                                                                    |
| 1966      |                                | Bob Hope Presents the Chrysler Theatre | Frank Reeser                            | 1 epizód                                                                    |
| 1966      |                                | Hawk                                   | Dick Olmstead                           | 1 epizód                                                                    |
| 1966      |                                | Felony Squad                           | Allie Froelich                          | 1 epizód                                                                    |
| 1966      |                                | Shane                                  | Tom Gary                                | 1 epizód                                                                    |
| 1966–1967 |                                | T.H.E. Cat                             | Scorpio / Laurent                       | 2 epizód                                                                    |
| 1967      |                                | The Time Tunnel                        | Raoul Nimon                             | 1 epizód                                                                    |
| 1967      |                                | Cimarron Strip                         | Joe Wyman                               | 1 epizód                                                                    |
| 1967      |                                | The Wild Wild West                     | Dr. Horace Humphries                    | 1 epizód                                                                    |
| 1968      |                                | CBS Playhouse                          | Dr. Margolin                            | 1 epizód                                                                    |
| 1968      |                                | Run for Your Life                      | Richard Fletcher                        | 1 epizód                                                                    |
| 1968      |                                | Judd, for the Defense                  | Raymond Cane                            | 1 epizód                                                                    |
| 1969      |                                | The Mod Squad                          | Matt Jenkins                            | 1 epizód                                                                    |
| 1989      | Texasi krónikák: Lonesome Dove | Lonesome Dove                          | Augustus "Gus" McCrae                   | - minisorozat (4 epizód) - magyar hangja: - Szersén Gyula                   |
| 1998      | Saturday Night Live            | Saturday Night Live                    | több szereplő                           | 1 epizód                                                                    |
| 2005      |                                | American Experience                    | narrátor                                | 1 epizód                                                                    |
| 2006      | A szabadság útján              | Broken Trail                           | Prentice Ritter                         | - minisorozat (2 epizód) - vezető producer - magyar hangja: - Szersén Gyula |

## Fordítás
- Ez a szócikk részben vagy egészben  a   Robert Duvall filmography című angol Wikipédia-szócikk fordításán alapul.  Az eredeti cikk szerkesztőit annak laptörténete sorolja fel. Ez a jelzés csupán a megfogalmazás eredetét és a szerzői jogokat jelzi, nem szolgál a cikkben szereplő információk forrásmegjelöléseként.